# Rhododendron 'Karin Seleger'
Rhododendron 'Karin Seleger' — сорт рододендронов гибридного происхождения.

## Биологическое описание
В возрасте 10 лет высота растений — около 30 см. Крона полусферическая.
Листья от эллиптических до яйцевидных, с острой вершиной, округлым основанием, зелёные (зимой бронзовые), покрыты мелкими чешуйками, длиной около 2 см, сохраняются около 1,5 года.
Соцветие шарообразное, несёт 5—7 цветков.
Цветки широко-воронковидные, края лепестков волнистые, 2,5—3,8 см в диаметре, фиолетовые. Аромат отсутствует. Цветение обильное, раннее.

## В культуре
Выдерживает понижения температуры до −32 ºC.
После цветения на некоторое время утрачивает декоративность, так как цветки засыхают на растении, не опадая и прилипнув к верхушкам побегов. Их рекомендуется удалять вручную.